# 슈테판 쿠르트
슈테판 쿠르트(독일어: Stefan Kurt, 1959년 10월 22일~)는 스위스의 배우이다.

## 작품 목록

### 영화
- 미 앤 카민스키 (2015년)
- 러블리 루이즈 (2013년)
- 창녀와 크리스마스 (2013년) - 요나스 역
- 얼라이브 앤 틱킹 (2011년)
- 포스터 보이 (2011년)
- 드라이레벤: 비트 빙 데드 (2011년)
- 줄리아스 실종 (2009년)
- 서든리 지나 (2007년)
- 비스 줌 엘렌보근 (2007년)
- 나의 영도자 - 아돌프 히틀러에 관한 진실 (2007년)
- 포 미니츠 (2006년)
- 섹스 앤 이노센트 (2005년)
- 소녀는 울지 않는다 (2002년) - 한스 역
- 베레지나 또는 스위스의 종말 (1999년)